# 董振堂
董振堂（1895年12月21日—1937年1月20日），字绍仲，河北省新河县人，中国工农红军将领。红5军军长，國民政府將領董升堂為其大哥。
董振堂早年投身西北军，参加北伐战争，任第三十六师师长、第十三师师长兼洛阳警备司令。中原大战后，为国民革命军第二十六路军第25师73旅旅长。1931年12月14日，率兵举行宁都暴动加入中国工农红军。1932年4月加入中国共产党。历任红五军团副总指挥兼红十三军军长，红五军团军团长，参加长征。1936年，率部参加西路军，所部在甘肃高台被马家军围攻，全军覆没。

## 生平

### 早年在西北军
1895年，董振堂生于直隶冀州李家庄（今属新河县）。自幼跟父亲习武，12岁时入读曹庄初级小学，1913年高小毕业后考入冀县中学，毕业时获得“优秀模范”称号。1917年，考入保定军校的预科北京清河陆军中学。1919年，他升入保定陆军军官学校第9期炮科学习。1923年毕业后，进入冯玉祥所部炮兵师，担任见习参谋。见习期满后，担任排长。1924年，参与推翻贿选总统曹锟的北京政变。1926年春，国民联军与奉军在天津以南的大城、静海一带作战。时任营长的董振堂率部埋伏于马厂以北津浦铁路西侧，集中猛烈炮火，轰击奉军装甲列车，使对方伤亡惨重。战后，因功升任工兵团团长。
1926年9月，任国民联军第4师第12旅旅长，随冯玉祥国民军西征，打退了围困西安的直系军阀刘镇华部。1927年，国民联军改为国民革命军第二集团军参加北伐战争，董振堂随军出师河南，因战功卓著升任第三十六师师长。1929年1月，任国民革命军第二集团军第十三师师长兼洛阳警备司令，后任第二集团军第五师师长。1930年5月，冯玉祥和阎锡山联手讨蒋，中原大战爆发。董振堂追随冯玉祥率部参战。中原大战后，冯玉祥下野，其黄河以南的残余部队被蒋介石收编调往山东济宁地区，董任改编后的国民革命军第二十六路军第25师73旅旅长。

### 加入红军
1931年春，第二十六路军被调到江西围剿红军。此时，中共的力量开始渗透入二十六路军。不久九一八事变爆发，二十六路军广大官兵纷纷要求北上抗日。二十六路军总指挥孙连仲下令全军北上，由董振堂73旅先行。蒋介石调集大军阻拦，二十六路军被迫重返宁都。之后，孙连仲前往上海治病，军务由参谋长赵博生主持。其他高级将领也纷纷离队，二十六路军基本由赵博生、董振堂、季振同掌握。中共二十六路军特别支部利用这一有利形势，决定发起暴动。12月14日，董振堂和赵博生、季振同、黄中岳、李彩云等率二十六路军1.7万余官兵举行宁都暴动，全军加入中国工农红军，编为中国工农红军第五军团，董振堂任军团副总指挥兼红十三军军长。1932年4月，经何长工介绍，加入中国共产党。
1932年3月，红五军团奉命参加赣州战役，掩护红军主力撤退。3月12日，根据中革军委指示，红三军团改辖红三军和红十三军，不久，又将红三军划归红一军团。1932年6月，董振堂任红五军团军团长。7月，率领红五军团参加南雄水口战役，红五军团共击溃国民革命军20个团。8月，率部参加了北线的乐安宜黄战役。12月14日，在中央苏区军民隆重纪念宁都暴动一周年时，毛泽东亲自授予董振堂红旗勋章。
1933年春，董振堂带领红五军团参加了第四次反围剿战争。1933年9月，中華民國國民政府動員近100萬國民革命軍圍剿各中國共產黨控制的農村根據地，並以50萬優勢兵力重點進攻中央蘇區。红军采用“堡垒对堡垒”的战术方针，无法突破围剿。10月26日，董振堂在致电中革军委后，命令部队撤出战斗。12月12日，彭德怀指挥红三军团、红五军团一部在团村与国民革命军展开激战，红军损失惨重，红五军团战斗力大减。1934年8月，国民革命军向中央苏区腹地推进，红五军团在高兴圩一带布防，阻击国军攻势。9月下旬，中共中央主要领导人决定，放弃中央苏区。

### 参加长征
1934年10月19日率部参加长征，担任中央红军的后卫。1935年5月1日，中央红军在云南皎平渡开始渡过金沙江，董振堂奉命率领红五军团阻击国军九日，掩护红军部队渡江。“铁流后卫”因而成为红五军团的另一称呼。6月红一方面军和红四方面军会师后，红五军团改称红五军，任军长。此8月，红一、四方面军编为左右两路军，红五军编入左路军，由红军总司令朱德、总政委张国焘指挥。随后，左路军北上到达阿坝地区。张国焘因為嘎曲河河水上涨，命令左路军按兵不动。9月10日，中共中央决定独自北上，张国焘则命令左路军南下。10月5日，张国焘在卓木碉召开会议，宣布另立中央，自任党主席，任命董振堂为“中央军委”委员:526。随后，董振堂率部随红四方面军南下，攻占崇化、丹巴、抚边、懋功地区。1936年3月，红四方面军进行整编，红三十三军编入红五军，由董振堂任军长，黄超任政委。7月，红四方面军北上，董振堂指挥右纵队进军，通过松潘草地。
1936年10月，董振堂率部抵达会宁，奉命在华家岭阻击国民革命军北进。22日，国军占领会宁，红五军伤亡惨重，副军长罗南辉战死:509。24日，红三十军强渡黄河，并击溃马家军防线:510。之后红九军、红五军向河边开进，跟随过河。董振堂认为红军渡河西进没有任何前途，无法取胜，并派人送信给朱德，请求把部队调回。11月8日，红四方面军总部、第九、三十军加上第五军组成“西路军”，约2.18万人，在虎豹口度过黄河之后，向甘肃河西地区前进:640。1937年1月1日，董振堂率部进抵高台，着手建立苏维埃政权。12日被西北軍閥馬步芳、馬步青指揮5個旅的兵力圍攻。董振堂指揮紅5軍堅守陣地，浴血苦戰9晝夜，造成馬家軍重大傷亡。20日，马家军开始攻城，红军收编的保安队和民团打开城门，放马家军入城，董振堂率部巷战，最终全軍覆沒，終年42歲。红五军政治部主任杨克明、十三师师长叶崇本，政委朱金畅等人一并阵亡，董与杨的头颅被马家军砍下示众。